# Сычуаньский тритон
Сычуаньский тритон (лат. Liangshantriton taliangensis) — вид хвостатых земноводных из семейства настоящих саламандр, выделяемый в монотипный род Liangshantriton.

## Описание
Достаточно крупная амфибия (общая длина 18-23 см). Голова плоская и достаточно широкая, гребни на черепе выражены слабее, чем у других представителей рода. На туловище имеются центральный спинной и дорсолатеральные гребни. Хвост сжат с боков, несколько длиннее, чем туловище.
Основной цвет чёрный, немного более светлый на брюхе. Однако паротидные железы, клоака, вентральная часть хвоста, дистальные фаланги оранжевые.

## Ареал
Эндемик южного Китая, где встречается на юго-западе провинции Сычуань.

## Образ жизни
Представители данного вида встречаются в высокогорных водоёмах (от 1390 до 3000 метров) и прилегающих к ним территориях.